# Johannes Marcus
Johannes Marcus was volgens het Nieuwe Testament een metgezel van de apostelen Paulus en Barnabas. Zijn naam is samengesteld: Johannes (Hebreeuws: יוֹחָנָן: "JHWH heeft gunst betoond" of "JHWH is goedgunstig geweest”) is een Joodse naam, Marcus (van het Griekse: Μάρκος) een Romeinse. Volgens de overlevering was hij Marcus de evangelist, de schrijver van het Evangelie volgens Marcus.

## Vermeldingen in Handelingen
Johannes Marcus wordt enkele keren in Handelingen van de apostelen genoemd. In de eerste vermelding wordt gezegd dat Petrus naar het huis van zijn moeder ging (Handelingen 12:12). Daarna wordt hij genoemd als de metgezel van Paulus en Barnabas (Handelingen 12:25).
De laatste keer dat Johannes Marcus wordt genoemd, betreft kort na het Concilie van Jeruzalem: 

Barnabas wilde ook Johannes Marcus meenemen, maar Paulus voelde daar niets voor, omdat hij hen in Pamfylië in de steek had gelaten en niet langer had deelgenomen aan hun zendingswerk. Een en ander leidde tot grote onenigheid, zodat ze uit elkaar gingen en Barnabas samen met Marcus naar Cyprus vertrok.
— Handelingen 15:37-39

Waarschijnlijk heeft dit betrekking op de gebeurtenis waar over "Johannes" wordt gesproken (Handelingen 13:13). Deze Johannes had zich bij het gezelschap gevoegd in Antiochië (Handelingen 13:4,5).

## Overlevering
Papias, Origenes en Tertullianus beschouwden Johannes Marcus als Marcus, de schrijver van het Evangelie volgens Marcus. Dit heeft ingang gevonden in de traditie. Mede gebaseerd op de vermelding door Petrus als "mijn zoon Marcus" in 1 Petrus 5:13, die ook werd geïdentificeerd als Johannes Marcus, namen zij aan dat dit evangelie vooral is gebaseerd op de overlevering door Petrus. Papias zei dat de apostel Johannes placht te zeggen:

Marcus werd de tolk van Petrus en schreef nauwkeurig, weliswaar niet in volgorde, alles op wat hij zich herinnerde van wat de Heer had gezegd of gedaan. Marcus deed er niet verkeerd aan toen hij aldus sommige dingen uit zijn herinnering optekende. Want voor een ding droeg hij zorg: niets weg te laten van wat hij gehoord had en zich daarin niet aan valse beweringen schuldig te maken.
— Eusebius: Historia ecclesiastica, III, XXXIX, 12-16

Volgens sommige tradities was Marcus de man die water bracht naar het huis waar het Laatste Avondmaal plaatsvond (Marcus 14:13). Toen Jezus in de nacht gevangen werd genomen, kwam er een jongeman kijken wat er gaande was. Hij had alleen een doek, een chlamys om zijn lichaam geslagen. Toen hij gegrepen werd, liet hij de doek achter en nam naakt de vlucht (Marcus 14:51,52). Aangezien alleen Marcus deze jongeman noemt, veronderstellen sommigen dat Marcus deze jongeman was.
De meeste commentators identificeren de Marcus in 2 Timoteüs 4:11, Filemon 24 en Kolossenzen 4:10 als Johannes Marcus. In het laatstgenoemde vers noemt Paulus Marcus "Barnabas' neef". 

## Feestdag
De Evangelist Marcus wordt in de Rooms-Katholieke Kerk gevierd op 25 april, behalve als 25 april samenvalt met Pasen of het octaaf van Pasen. Dan wordt het feest verplaatst naar de volgende week.